# Заяндеруд
Заяндеруд (на персийски: زاینده رود [Заянде Руд] – Животворна река), е река в Иран, остан Исфахан.
Извира от Загроските планини и тече 400 км до езерото Гавхуни, югоизточно от град Исфахан, в който се разлива.
Заяндеруд, за разлика от много други ирански реки, е пълноводна през цялата година. Водосборният ѝ басейн е с площ 41 500 км2 и височината ѝ спада от 3974 м при извора до 1466 м при устието. Годишният валеж е средно 130 мм/м2, а температурата е между 3 и 29 °C.